# Orizabus pinalicus
Orizabus pinalicus är en skalbaggsart som beskrevs av Robert Warner 2011. Orizabus pinalicus ingår i släktet Orizabus och familjen Dynastidae. Inga underarter finns listade i Catalogue of Life.